# Oznaczenia wagonów spalinowych
Oznaczenia wagonów spalinowych używane przez Polskie Koleje Państwowe (PKP).

## Wagony spalinowe
Wagony motorowe mają w oznaczeniu literę S oznaczającą trakcje spalinową i jedną z liter:
- D - do ruchu dalekobieżnego,
- N - do ruchu podmiejskiego,
- R - do pracy specjalnej/rewizyjnej (montażowej, pogotowia technicznego, itp.)
- A - autobusy szynowe i doczepy

Za symbolem tym umieszcza się znak dwucyfrowy oznaczający rodzaj przekładni i sterowanie:
- 51-59 mechaniczna, bez sterowania wielokrotnego
- 60-69 mechaniczna, sterowanie wielokrotne
- 70-79 hydrauliczna lub hydrauliczno-mechaniczna, bez sterowania wielokrotnego
- 80-89 hydrauliczna, sterowanie wielokrotne
- 90-94 elektryczna, bez sterowania wielokrotnego
- 95-99 elektryczna, sterowanie wielokrotne
- 101-110 autobusy
- 111-120 doczepy bez stanowiska maszynisty
- 121-130 doczepy ze stanowiskiem maszynisty

Całość oznacza rodzaj przekładni, sposób sterowania i kolejność wprowadzenia wagonu do eksploatacji.
Np. SD80 - wagon spalinowy do ruchu dalekobieżnego z przekładnią hydrauliczną.
W oznaczeniu wagonów spalinowych nie umieszcza się informacji o układzie osi - ta informacja jest w opisie technicznym:
- 1A A1 - wagon o 2 wózkach, gdzie jedna oś napędzana, a druga oś toczna,
- B2 - wagon ma 2 wózki dwuosiowe i tylko jeden ma osie napędzane.